# 俞廷芳
俞廷芳，丽水人，是一名明朝政治人物。
俞廷芳曾于洪武年间接替李显任延平府知府一职，永乐年间(1403～1424年)由方伟接任。